# Maurice Monney-Bouton
Maurice Paul René Monney-Bouton (Parigi, 24 febbraio 1892 – Clichy, 15 giugno 1965) è stato un canottiere francese.

## Palmarès

### Olimpiadi
- 2 medaglie:
  - 2 argenti (Anversa 1920 nel due con; Parigi 1924 nel due senza)